# John English (director de cinema)
John Wilkinson English (25 de juny de 1903 - 11 d'octubre de 1969) va ser un editor de cinema i director de cinema britànic. És més famós per les sèries de pel·lícules que va codirigir amb William Witney per a Republic Pictures com ara Zorro's Fighting Legion i Drums of Fu Manchu.
Se'l va acreditar de diverses maneres com "John W English", "John English" o "Jack English".

## Carrera professional
John English va néixer a Cumberland al Regne Unit però es va traslladar al Canadà de ben jovenet. Primer va treballar com a muntador de pel·lícules abans de començar a dirigir a Republic el 1935.
Durant un període de les dècades de 1930 i 1940, començant amb Zorro Rides Again (1937), va dirigir sèries de pel·lícules en col·laboració amb William Witney. Aleshores era costum que dos directors treballessin en cada sèrie, cadascun treballant en dies alterns. Witney treballava habitualment a les escenes d'acció mentre que l'anglès es concentrava en els elements del personatge i de la història. Junts es considera que han produït els millors exemples del mitjà en sèrie:
| «                                  | el més notable de tots va ser el talent de direcció de William Witney i John English. Junts van dirigir disset sèries consecutives, perfeccionant un enfocament que va permetre que les sèries de Republic superessin molt la competència. Van adoptar un enfocament sense sentit que tractava el material de la sèrie amb respecte i poques vegades donaven pistes que no hauríem de considerar les històries seriosament. Altres directors permetrien que un element de ximpleria es filtrés gradualment a la sèrie. Per exemple, poca gent assenyalaria una sèrie Witney/English com a exemple de camp, a diferència de les sèries de Flash Gordon. | » |
| — Gary Johnson, per Images Journal | |   |

Van dirigir disset sèries com a col·laboració i algunes altres per separat, com ara Captain America (1944) en el cas de John English.
Després del desacord amb els canvis de direcció a l'equip de sèrie de Republic, va passar a dirigir llargmetratges, sobretot pel·lícules western B per les quals Republic era coneguda. A l'era de la postguerra, mentre William Witney va dirigir una sèrie de pel·lícules de Roy Rogers per a Republic, English va dirigir una sèrie de Gene Autry per a Columbia Pictures.
A la temporada de televisió 1952-1953, English va dirigir diversos episodis de la sèrie d'espionatge d'Alan Hale, Jr. Biff Baker, U.S.A. a CBS. Posteriorment va dirigir dotze episodis de la sèrie western de la CBS My Friend Flicka (1956–1957) i 18 episodis de Lassie (1964-1965). English també va dirigir diversos episodis de The Gene Autry Show, The Adventures of Champion, Annie Oakley i The Roy Rogers Show.
Quan Republic es va enfonsar com a estudi el 1959, va continuar dirigint episodis de televisió al mateix lot d'estudi.

## Filmografia selecta
Com a director
- His Fighting Blood (1935)
- Red Blood of Courage (1935)
- Arizona Days (1937)
- Whistling Bullets (1937)
- Call the Mesquiteers (1938)
- Hi-Yo Silver (1940)
- Gangs of Sonora (1941)
- Code of the Outlaw (1942)
- The Phantom Plainsmen (1942)
- Raiders of the Range (1942)
- Valley of Hunted Men (1942)
- Westward Ho (1942)
- The Yukon Patrol (1942)
- Dead Man's Gulch (1943)
- Death Valley Manhunt (1943)
- Drums of Fu Manchu (1943)
- The Fighting Devil Dogs (1943)
- The Man from Thunder River (1943)
- Overland Mail Robbery (1943)
- Raiders of Sunset Pass  (1943)
- Thundering Trails (1943)
- The Black Hills Express (1943)
- Faces in the Fog (1944)
- Call of the South Seas (1944)
- The Laramie Trail (1944)
- The Port of Forty Thieves (1944)
- San Fernando Valley (1944)
- Silver City Kid (1944)
- Behind City Lights (1945)
- Don't Fence Me In (1945)
- Grissly's Millions (1945)
- The Phantom Speaks (1945)
- Utah (1945)
- Murder in the Music Hall (1946)
- The Last Round-Up (1947)
- Trail to San Antone (1947)
- The Strawberry Roan (1948)
- Loaded Pistols (1949)
- Riders in the Sky (1949)
- Riders of the Whistling Pines (1949)
- Rim of the Canyon (1949)
- Sons of New Mexico (1949)
- The Cowboy and the Indians (1949)
- Beyond the Purple Hills (1950)
- The Blazing Sun (1950)
- Cow Town (1950)
- Indian Territory (1950)
- Mule Train (1950)
- Sons of New Mexico (1950)
- Gene Autry and the Mounties (1951)
- The Hills of Utah (1951)
- Silver Canyon (1951)
- Valley of Fire (1951)
- Whirlwind (1951)

Com a editor
- Aces and Eights (1936)
- Becky (1927)
- Clear the Decks (1929)
- Meet the Wife (1931)
- The Code of the Mounted (1935)
- Crashing Through Danger (1938)
- The Exquisite Sinner (1926)
- Ghost Patrol (1936) (cred
- Heaven on Earth (1927)
- Hold Your Man (1929)
- Lightnin' Bill Carson (1936)
- The Lion's Den (1936)
- The Lovelorn (1927)
- Mockery (1927)
- Northern Frontier (1935)
- Red Hot Speed (1929)
- Trails of the Wild (1935)
- The Traitor (1936)
- The Understanding Heart (1927)
- Wilderness Mail (1935)